# خوسيه دي أنكييتا فونتانا
خوسيه دي أنكييتا فونتانا (بالبرتغالية: José de Anchieta Fontana‏) (مواليد 31 ديسمبر 1940) هو لاعب كرة قدم. يلعب مع منتخب البرازيل لكرة القدم. سبق له أن لعب في كأس العالم لكرة القدم مع منتخب بلاده.

## روابط خارجية
- خوسيه دي أنكييتا فونتانا على موقع الاتحاد الدولي (مؤرشف)  (الإنجليزية)
- خوسيه دي أنكييتا فونتانا على موقع قاعدة بيانات كرة القدم.إي يو (الإنجليزية)
- خوسيه دي أنكييتا فونتانا على موقع ناشيونال فوتبول تيمز (الإنجليزية)